# Lahusa (Sirombu)
Lahusa is een bestuurslaag in het regentschap Nias Barat van de provincie Noord-Sumatra, Indonesië. Lahusa telt 461 inwoners (volkstelling 2010).